# إذاعة العراق الحر
إذاعة العراق الحر هي محطة إذاعية أمريكية باللغة العربية تبث 24 ساعة من العاصمة التشيكية براغ وموَجّهة للعراق وللشتات العراقي. انطلق بثها في 30 أكتوبر 1998. وهي جزء من برمجة إذاعة أوروبا الحرة وتُموَل من الكونغرس الأمريكي وتعكس إجمالا رؤى الحكومة الأمريكية. وللمحطة الإذاعية موقع بالعربية يتم تحديثه بصفة دورية.

## إيقاف البث
تم إيقاف خدمة البث لإذاعة العراق الحُر بتاريخ 31 يوليو/تموز عام 2015، وهذا نص إعلان الإيقاف:
| إذاعة العراق الحر | إلى متابعي واصدقاء اذاعة العراق الحر الاعزاء: حرصت اذاعة العراق الحر، منذ ان انطلاق بثها في 30 تشرين الأول 1998، وحتى توقفه في 31 تموز،2015 حرصت على ان تقدم لمستمعيها ولزوار موقعها آخر الأخبار، وأفضل التقارير والقصص الاذاعية، التي تتناول مختلف جوانب الحياة في العراق، وعلاقاته مع محيطه، فضلا عن تقارير اهتمت بالشأن الدولي والإقليمي، وبالتطورات السياسية والاقتصادية والاجتماعية والثقافية في العراق. كما حرصت الإذاعة على إجراء لقاءات مع شخصيات مؤثرة في المشهد العراقي، لتسليط المزيد من الضوء على ما يدور في البلد وما حوله، بما يفتح الباب امام التعليق والمناقشة. | إذاعة العراق الحر |

وسبب نهاية الخدمة هي أن طاقم إذاعة العراق الحُر انتقلوا إلى خدمة راديو سوا العراق، وراديو سوا هي جزء من خدمة إذاعة سوا باللغة العربية التي حلت محل خدمة صوت أمريكا بالعربية.